# アンダーリンゲン
アンダーリンゲン (ドイツ語: Anderlingen) は、ドイツ連邦共和国ニーダーザクセン州のローテンブルク（ヴュンメ）郡に属す町村（以下、本項では便宜上「町」と記述する）で、ザムトゲマインデ・ゼルジンゲンの本部所在地である。

## 地理
この町は、以下の集落からなる。
- アンダーリンゲン
- オーレル
- フェーレンブルーフ
- グラーフェル
- ヴィンダースヴォールデ

## 歴史
アンダーリンゲン町内で発掘された先史時代の石棺は南の壁に3人の人物像が描かれていることで知られているが、解体されハノーファーのマッシュパークで復元された。
アンダーリンゲンは12世紀に初めて文献に記録されているが、その精確な日付は不明である。アンダーリンゲンの記述はフェルデン司教ヘルマン（1167年没）のフェルデン聖堂参事会への寄贈に関連してなされている。
この村は史書には「Thunderlinge」という変形した形で記述されている。

## 行政
この町の町議会は9議席からなる。

## 引用
1. ↑  Landesamt für Statistik Niedersachsen, LSN-Online Regionaldatenbank, Tabelle A100001G: Fortschreibung des Bevölkerungsstandes, Stand 31. Dezember 2023
2. ↑  Rainer Brandt: Anderlingen – ein Dorf mit langer Geschichte. 1995年